# メトイコイ
メトイコイ（希: μέτοικοι）は、古代ギリシアにおいて外国人を指す言葉。単数形はメトイコス（希: μέτοικος）。語源は、メタ（ともに）とオイコス（家）の合成である「ともに住む者」という語から来ている。メタは「移動」の意味もあり、動詞のメトイケオーもしくはメタオイケオーは「移り住む」という意味になる。日本語では居留外国人、メティック（英: metic）などの表記もある。
古典期のアテナイにおいては、市民、メトイコイ、奴隷の3つの身分があった。メトイコイとは、次のような外国人を指す。アテナイに一定期間滞在し、村落の行政単位であるデーモスに登録され、参政権や不動産所有権（エンクテシス）はなく、人頭税（メトイキオン）を納め、兵役に服し、公共奉仕（レイトゥルギア）に指名される人々である。

## 歴史
紀元前12世紀から紀元前11世紀のミケーネ文明の崩壊により、アテナイのあるアッティカ地方にも多数の難民が流入した。難民の中で有力な者は共同体の成員として迎えられた。紀元前7世紀のソロンの改革では、アテナイを繁栄させるために外国の職人に市民権を与えるよう定めた。これにより外国人は増加し、それまで農業が中心だったアテナイは交易や手工業で栄えるようになった。しかし条件を満たせない者はアテナイに住み続ける外国人となり、地域市場であるアゴラでの取引も禁じられた。ソロンの改革ではアテナイ市民が債務奴隷になることを禁じたが、市民でない外国人には債務奴隷になる者がいた。
紀元前6世紀のクレイステネスによる改革では、市民をデーモスに登録して、デーモスに基づく五百人評議会を設置した。これにより市民と非市民との違いが大きくなった。紀元前5世紀のペリクレスの市民権法では、両親がアテナイ市民の者に市民権を認めることになり、市民の条件はさらに厳しくなった。メトイコイという語が出る最古の文献として、アイスキュロスの『ペルシア人』（紀元前473-472年）がある。紀元前4世紀には、メトイコイの男性が市民の女性と結婚生活を送っていることが明らかになると、奴隷とされるようになった。
メトイコイの中には裕福な者もおり、アゴラでの取引も税を払えば許可されるようになったが、不動産の所有は禁じられたままであった。そのためメトイコイは職人として働く他に、アテナイ内の市場であるアゴラの代わりにエンポリウムで穀物貿易商や両替商となり、学芸においても活動した。重装歩兵や三段櫂船の漕ぎ手として兵役につき、レイトゥルギアである祭事にも参加した。アテナイでは他のポリスと異なり、メトイコイの中に解放奴隷が含まれていた。

## 著名なメトイコイ
- プロタゴラス
- アスパシア
- シュラクサイのケパロス
- リュシアス
- アリストテレス
- ディオゲネス (犬儒学派)